# Карлос Бакка
Карлос Бакка (ісп. Carlos Arturo Bacca Ahumada, 8 серпня 1986, Барранкілья) — колумбійський футболіст, нападник іспанського клубу «Гранада» та збірної Колумбії.

## Клубна кар'єра
У дорослому футболі дебютував 2007 року виступами за команду клубу «Атлетіко Хуніор», в якій загалом провів п'ять сезонів, взявши участь у 87 матчах чемпіонату. У складі «Атлетіко Хуніора» був одним з головних бомбардирів команди, маючи середню результативність на рівні 0,54 голу за гру першості. Протягом 2007–2008 років також грав на умовах оренди за «Барранкілью» та венесуельський «Мінервен Болівар».
На початку 2012 року уклав контракт з бельгійським «Брюгге», кольори якого захищав протягом наступних 1,5 сезонів.
До складу «Севільї» приєднався 2013 року. Відтоді встиг відіграти за клуб з Севільї 71 матч в національному чемпіонаті. Забиває майже у кожній другій грі іспанської першості.
27 травня 2015 р. у фіналі Ліги Європи проти дніпропетровського «Дніпра» оформив дубль, зокрема забив переможний м'яч у другому таймі, тим самим принісши перемогу своєму клубові, і не давши можливість «Дніпру» вперше в історії завоювати європейський трофей.
2 липня 2015 року про підписання гравця повідомив італійський «Мілан».
16 серпня 2017 року перейшов до складу іспанського клубу «Вільярреал», де гратиме на правах оренди.

## Виступи за збірну
2010 року дебютував в офіційних матчах у складі національної збірної Колумбії. Наразі провів у формі головної команди країни 29 матчів, забивши 7 голів.
| Дата       | Місто               | Господарі  | Результат | Гості    | Турнір            | Голи | Примітки |
| ---------- | ------------------- | ---------- | --------- | -------- | ----------------- | ---- | -------- |
| 11-08-2010 | Ла-Пас              | Болівія    | 1 – 1     | Колумбія | товариський матч  | 1    |          |
| 17-10-2012 | Барранкілья         | Колумбія   | 3 – 0     | Камерун  | товариський матч  | 1    |          |
| 06-02-2013 | Гватемала           | Гватемала  | 1 – 4     | Колумбія | товариський матч  | -    |          |
| 26-03-2013 | Каракас             | Венесуела  | 1 – 0     | Колумбія | Відбір до ЧС 2014 | -    |          |
| 14-08-2013 | Богота              | Колумбія   | 1 – 0     | Сербія   | товариський матч  | -    |          |
| 11-10-2013 | Барранкілья         | Колумбія   | 3 – 3     | Чилі     | Відбір до ЧС 2014 | -    |          |
| 15-10-2013 | Асунсьйон           | Парагвай   | 1 – 2     | Колумбія | Відбір до ЧС 2014 | -    |          |
| 19-11-2013 | Амстердам           | Нідерланди | 0 – 0     | Колумбія | товариський матч  | -    |          |
| 05-03-2014 | Курналя-да-Любрагат | Колумбія   | 1 – 1     | Туніс    | товариський матч  | -    |          |
| Усього     |                     | Матчів     | 9         |          | Голів             | 2    |          |

## Титули і досягнення
- Чемпіон Колумбії (1):

«Мілан»: 2010 Апертура, 2011 Клаусура
- Переможець Ліги Європи (2):

«Севілья»:  2013–14, 2014–15
- Володар Суперкубка Італії з футболу (1):

«Мілан»: 2016
- Володар Ліги Європи УЄФА (1):

«Вільярреал»:  2020-21
- Бронзовий призер Кубка Америки: 2016

## Цікаві факти
- На початку своєї професійної кар'єри, в 20-ти річному віці, Карлосу доводилось додатково працювати помічником водія автобуса та кондуктором у своєму рідному селі, для того щоб звести кінці з кінцями[2].